# Euderus rugosus
Euderus rugosus är en stekelart som först beskrevs av Crawford 1915.  Euderus rugosus ingår i släktet Euderus och familjen finglanssteklar. Inga underarter finns listade i Catalogue of Life.